# 曹菊如
曹菊如（1901年5月—1981年1月），福建龙岩人。中華人民共和國政府官員、中國銀行家，曾任中國人民銀行行長、黨組書記。
1901年生於福建。1930年加入中國共產黨。1934年參與長征，後投身抗日戰爭。1946年赴东北解放区，任东北银行总经理。1949年中华人民共和国成立，出任政务院财经委员会委员兼副秘書長。1954年起出任中國人民銀行行長兼黨組書記。1964年卸職。1975年被選為中國人民政治協商會議全國委員會常務委員會委員。1981年於北京醫院逝世。享年八十歲。